# Киликс
Киликсът е античен съд за вино с формата на чаша, характерна с 2 хоризонтални дръжки и столче, което варира на височина.
Киликсите са образци на древногръцкото грънчарство и са изработвани най-често от глина и по-рядко от метал. Украсявани са с фигурални елементи, растителни орнаменти или митологични сцени.
В България като археологически находки са откривани в некропола на Аполония (Созопол), Башова могила край село Дуванлии (Пловдивско) и на други места. През 2004 година експедиция ТЕМП открива в могилата Голяма Косматка златен киликс. Подобни съдове се срещат по-често в некрополи в егейските части на Балканския полуостров. В Археологическия музей в Солун са изложени 5 златни киликса (освен сребърните) и са представени като продукт на древногръцката торевтика.